# Ernesto Azzini
Ernesto Azzini (Rodigo, Lombardía, 17 de octubre de 1885 – Milán, 14 de julio de 1923) fue un ciclista no profesional entre 1907 y 1921. Era apodado el dos metros por su altura. Fue hermano de Luigi y Giuseppe Azzini
Durante sus años de profesional corrió en los equipos Atena, Legnano y Stucchi. Fue el primer italiano en ganar una etapa del Tour de Francia, en la edición de 1910. También ganó dos etapas en el Giro de Italia.

## Palmarés
1908
- 1 etapa al Giro de Sicilia

1910
- 1 etapa al Giro de Italia
- 1 etapa al Tour de Francia

1912
- 1 etapa al Giro de Italia

## Resultados en las Grandes Vueltas
| Carrera         | 1907 | 1908 | 1909 | 1910 | 1911 | 1912 | 1913 | 1914 | 1915 | 1916 | 1917 | 1918 | 1919 | 1920 | 1921 |
| --------------- | ---- | ---- | ---- | ---- | ---- | ---- | ---- | ---- | ---- | ---- | ---- | ---- | ---- | ---- | ---- |
| Giro de Italia  | -    | -    | 6º   | Ab.  | Ab.  | 6º   | -    | -    | X    | X    | X    | X    | -    | -    | -    |
| Tour de Francia | -    | -    | -    | 13º  | -    | -    | -    | -    | X    | X    | X    | X    | -    | -    | -    |
| Vuelta a España | X    | X    | X    | X    | X    | X    | X    | X    | X    | X    | X    | X    | X    | X    | X    |
| Mundial en Ruta | X    | X    | X    | X    | X    | X    | X    | X    | X    | X    | X    | X    | X    | X    | X    |

-: No participa

Ab.: Abandono

X: Ediciones no celebradas